# Lista de jogos eletrônicos da Activision Value
Esta é uma lista de jogos eletrônicos produzidos pela Activision Value, uma publicadora americana de jogos eletrônicos.

## Lista
| Título                                                                       | Plataforma(s)        | Data de lançamento      | Desenvolvedora(s)                | Ref.                |
| ---------------------------------------------------------------------------- | -------------------- | ----------------------- | -------------------------------- | ------------------- |
| In the Line of Duty: Firefighter                                             | Microsoft Windows    | Novembro de 2000        | Mekada                           | [carece de fontes?] |
| Cabela's Big Game Hunter 4                                                   | Microsoft Windows    | 2000                    | Elsinore Studio                  | [carece de fontes?] |
| Fast Food Tycoon                                                             | Microsoft Windows    | 2000                    | Software 2000                    | [carece de fontes?] |
| Gearhead Garage: The Virtual Mechanic                                        | Microsoft Windows    | 2000                    | Ratloop                          | [carece de fontes?] |
| Ski Resort Tycoon                                                            | Microsoft Windows    | 2000                    | Cat Daddy Games                  | [carece de fontes?] |
| Cabela's 4x4 Off-Road Adventure                                              | Microsoft Windows    | Fevereiro de 2001       | Fun Labs                         | [carece de fontes?] |
| Golf Resort Tycoon                                                           | Microsoft Windows    | 1 de junho de 2001      | Cat Daddy Games                  | [ 1 ]               |
| Sega Bass Fishing                                                            | Microsoft Windows    | Junho de 2001           | Sims                             | [carece de fontes?] |
| Survival: The Ultimate Challenge                                             | Microsoft Windows    | 28 de agosto de 2001    | Techland                         | [carece de fontes?] |
| Cabela's Ultimate Deer Hunt                                                  | Microsoft Windows    | 31 de agosto de 2001    | NFusion Interactive              | [carece de fontes?] |
| Ski Resort Tycoon II                                                         | Microsoft Windows    | 7 de outubro de 2001    | Cat Daddy Games                  | [ 2 ]               |
| Fast Food Tycoon 2                                                           | Microsoft Windows    | 9 de outubro de 2001    | Software 2000 / Proline Software | [ 2 ]               |
| Shrek: Game Land Activity Center                                             | Microsoft Windows    | 23 de outubro de 2001   | ImageBuilder Software            | [ 3 ]               |
| Alcatraz: Prison Escape                                                      | Microsoft Windows    | 30 de outubro de 2001   | Zombie Studios                   | [ 4 ]               |
| Cabela's 4x4 Off-Road Adventure 2                                            | Microsoft Windows    | Novembro de 2001        | Clever's Games                   | [carece de fontes?] |
| Secret Service: In Harm's Way                                                | Microsoft Windows    | Novembro de 2001        | Fun Labs                         | [ 5 ]               |
| Pearl Harbor: Attack! Attack!                                                | Microsoft Windows    | 2001                    | Asylum Games                     | [carece de fontes?] |
| The House of the Dead 2                                                      | Microsoft Windows    | 2001                    | Wow Entertainment                | [carece de fontes?] |
| Shadow Force: Razor Unit                                                     | Microsoft Windows    | 25 de fevereiro de 2002 | Fun Labs                         | [ 6 ]               |
| Golf Resort Tycoon II                                                        | Microsoft Windows    | 27 de fevereiro de 2002 | Cat Daddy Games                  | [ 7 ]               |
| Hundred Swords                                                               | Microsoft Windows    | Fevereiro de 2002       | Smilebit                         | [ 8 ]               |
| F.D.N.Y. Firefighter: American Hero                                          | Microsoft Windows    | 1 de abril de 2002      | Mekada                           | [carece de fontes?] |
| Dinotopia: Game Land Activity Center                                         | Microsoft Windows    | 1 de maio de 2002       | ImageBuilder Software            | [ 9 ]               |
| The Worst-Case Scenario Survival Trivia Challenge                            | Microsoft Windows    | 15 de maio de 2002      | Gunnar Games                     | [carece de fontes?] |
| Snowboard Park Tycoon                                                        | Microsoft Windows    | 9 de agosto de 2002     | Cat Daddy Games                  | [carece de fontes?] |
| Cabela's Big Game Hunter 6                                                   | Microsoft Windows    | 27 de agosto de 2002    | NFusion Interactive              | [carece de fontes?] |
| Cabela's Ultimate Deer Hunt 2                                                | Microsoft Windows    | 2002 de agosto de 27    | Sylum Entertainment              | [carece de fontes?] |
| Revolution                                                                   | Microsoft Windows    | 8 de outubro de 2002    | Fun Labs                         | [ 10 ]              |
| Street Legal                                                                 | Microsoft Windows    | 15 de outubro de 2002   | Invictus Games                   | [carece de fontes?] |
| The Gladiators of Rome                                                       | Microsoft Windows    | 27 de outubro de 2002   | Cat Daddy Games                  | [carece de fontes?] |
| Donald Trump's Real Estate Tycoon!                                           | Microsoft Windows    | 1 de novembro de 2002   | Red Cap Entertainment            | [ 11 ]              |
| U.S. Most Wanted: Nowhere to Hide                                            | Microsoft Windows    | 2 de novembro de 2002   | Fun Labs                         | [ 12 ]              |
| Shrek: Swamp Fun with Early Math                                             | Microsoft Windows    | 5 de novembro de 2002   | ImageBuilder Software            | [carece de fontes?] |
| Shrek: Swamp Fun with Phonics                                                | Microsoft Windows    | 5 de novembro de 2002   | ImageBuilder Software            | [carece de fontes?] |
| Cabela's Big Game Hunter                                                     | PlayStation 2        | 19 de novembro de 2002  | Sand Grain Studios               | [carece de fontes?] |
| Cabela's Big Game Hunter                                                     | Game Boy Advance     | 10 de dezembro de 2002  | ImageBuilder Software            | [carece de fontes?] |
| Virtua Tennis                                                                | Microsoft Windows    | 2002                    | Strangelite                      | [ 13 ]              |
| The History Channel: Civil War - Great Battles                               | Microsoft Windows    | 13 de janeiro de 2003   | Cat Daddy Games                  | [carece de fontes?] |
| AH-64 Apache Air Assault                                                     | Microsoft Windows    | Fevereiro de 2003       | InterActive Vision               | [ 14 ]              |
| Gods and Generals                                                            | Microsoft Windows    | 1 de março de 2003      | AniVision                        | [carece de fontes?] |
| Cabela's 4x4 Off-Road Adventure III                                          | Microsoft Windows    | 25 de março de 2003     | Fun Labs                         | [carece de fontes?] |
| Atlantis Underwater Tycoon                                                   | Microsoft Windows    | 15 de abril de 2003     | Anarchy Enterprises              | [carece de fontes?] |
| Big Biz Tycoon! 2                                                            | Microsoft Windows    | 12 de junho de 2003     | 4HEAD Studios                    | [carece de fontes?] |
| Cruise Ship Tycoon                                                           | Microsoft Windows    | 18 de junho de 2003     | Cat Daddy Games                  | [ 15 ]              |
| Street Legal Racing: Redline                                                 | Microsoft Windows    | 18 de julho de 2003     | Invictus Games                   | [carece de fontes?] |
| Tough Trucks: Modified Monsters                                              | Microsoft Windows    | 21 de julho de 2003     | Bugbear Entertainment            | [ 16 ]              |
| Cabela's Big Game Hunter 2004                                                | Microsoft Windows    | 26 de agosto de 2003    | Fun Labs                         | [ 17 ]              |
| Cabela's Big Game Hunter 2004                                                | PlayStation 2        | 26 de agosto de 2003    | Sand Grain Studios               | [ 17 ]              |
| Cabela's Big Game Hunter 2004                                                | Xbox                 | 26 de agosto de 2003    | Fun Labs                         | [ 17 ]              |
| SeaWorld Adventure Parks Tycoon                                              | Microsoft Windows    | 14 de outubro de 2003   | Deep Red Games                   | [ 18 ]              |
| Cabela's Dangerous Hunts                                                     | PlayStation 2        | 11 de novembro de 2003  | Sand Grain Studios               | [ 19 ]              |
| Cabela's Dangerous Hunts                                                     | Xbox                 | 11 de novembro de 2003  | Sand Grain Studios               | [ 19 ]              |
| The History Channel: Crusades - Quest for Power                              | Microsoft Windows    | 11 de novembro de 2003  | Zono                             | [carece de fontes?] |
| Secret Service: Security Breach                                              | Microsoft Windows    | 2003                    | 4D Rulers / Slam Software        | [carece de fontes?] |
| Cabela's Dangerous Hunts                                                     | Microsoft Windows    | 13 de janeiro de 2004   | Fun Labs                         | [ 19 ]              |
| Riot Police                                                                  | Microsoft Windows    | 14 de janeiro de 2004   | Zono                             | [ 20 ]              |
| Monster Garage                                                               | Microsoft Windows    | 26 de janeiro de 2004   | Invictus Games                   | [ 21 ]              |
| The History Channel: Alamo - Fight for Independence                          | Microsoft Windows    | 13 de abril de 2004     | Zono                             | [carece de fontes?] |
| FBI Hostage Rescue                                                           | Microsoft Windows    | 2 de maio de 2004       | Idol FX                          | [carece de fontes?] |
| Shrek 2: Activity Center                                                     | Microsoft Windows    | 4 de maio de 2004       | AWE Productions                  | [carece de fontes?] |
| Rapala Pro Fishing                                                           | Game Boy Advance     | 27 de julho de 2004     | Torus Games                      | [carece de fontes?] |
| Rapala Pro Fishing                                                           | Microsoft Windows    | 27 de julho de 2004     | Magic Wand Productions           | [carece de fontes?] |
| Rapala Pro Fishing                                                           | PlayStation 2        | 27 de julho de 2004     | Sand Grain Studios               | [carece de fontes?] |
| Rapala Pro Fishing                                                           | Xbox                 | 27 de julho de 2004     | Fun Labs                         | [carece de fontes?] |
| Cabela's Deer Hunt: 2005 Season                                              | Microsoft Windows    | 27 de agosto de 2004    | Magic Wand Productions           | [carece de fontes?] |
| Cabela's Deer Hunt: 2005 Season                                              | PlayStation 2        | 27 de agosto de 2004    | Sand Grain Studios               | [carece de fontes?] |
| Cabela's Deer Hunt: 2005 Season                                              | Xbox                 | 27 de agosto de 2004    | Fun Labs                         | [carece de fontes?] |
| Cabela's Big Game Hunter 2005 Adventures                                     | Microsoft Windows    | 1 de setembro de 2004   | Magic Wand Productions           | [carece de fontes?] |
| Cold Case Files                                                              | Microsoft Windows    | 14 de setembro de 2004  | Gunnar Games                     | [carece de fontes?] |
| Mall of America Tycoon                                                       | Microsoft Windows    | 28 de setembro de 2004  | 4HEAD Studios                    | [carece de fontes?] |
| Cabela's Big Game Hunter 2005 Adventures                                     | Xbox                 | 1 de outubro de 2004    | Fun Labs                         | [carece de fontes?] |
| DreamWorks' Shark Tale Fintastic Fun!                                        | Microsoft Windows    | 7 de outubro de 2004    | Santa Cruz Games                 | [carece de fontes?] |
| Cabela's Big Game Hunter 2005 Adventures                                     | PlayStation 2        | 11 de outubro de 2004   | Sand Grain Studios               | [carece de fontes?] |
| Bicycle Casino                                                               | Xbox                 | 26 de outubro de 2004   | Leaping Lizard Software          | [carece de fontes?] |
| Monster Garage                                                               | Xbox                 | 2 de novembro de 2004   | Impulse Games                    | [ 21 ]              |
| Greg Hastings' Tournament Paintball                                          | Xbox                 | 16 de novembro de 2004  | WXP                              | [carece de fontes?] |
| American Chopper                                                             | PlayStation 2        | 23 de novembro de 2004  | Creat Studios                    | [carece de fontes?] |
| Shrine: Circus Tycoon                                                        | Microsoft Windows    | 26 de novembro de 2004  | Reality Flux                     | [carece de fontes?] |
| American Chopper                                                             | Xbox                 | 3 de dezembro de 2004   | Creat Studios                    | [carece de fontes?] |
| American Chopper                                                             | Microsoft Windows    | 22 de dezembro de 2004  | Creat Studios                    | [carece de fontes?] |
| Cabela's Big Game Hunter 2005 Adventures                                     | GameCube             | Dezembro de 2004        | Magic Wand Productions           | [carece de fontes?] |
| Everest                                                                      | Microsoft Windows    | 2004                    | Zono                             | [carece de fontes?] |
| The History Channel: Battle of Britain - World War II 1940                   | Microsoft Windows    | 2004                    | iEntertainment Network           | [ 22 ]              |
| Trading Spaces: Design Companion                                             | Microsoft Windows    | 2004                    | Chief Architect Software         | [carece de fontes?] |
| The History Channel - Civil War: The Battle of Bull Run - Take Command: 1861 | Microsoft Windows    | 13 de janeiro de 2005   | MadMinute Games                  | [carece de fontes?] |
| Whac-A-Mole                                                                  | Game Boy Advance     | 28 de setembro de 2005  | DC Studios                       | [carece de fontes?] |
| Whac-A-Mole                                                                  | Nintendo DS          | 28 de setembro de 2005  | DC Studios                       | [carece de fontes?] |
| Greg Hastings' Tournament Paintball Max'd                                    | Xbox                 | 18 de outubro de 2005   | WXP                              | [ 23 ]              |
| The Hustle: Detroit Streets                                                  | PlayStation Portable | 26 de outubro de 2005   | Blade Interactive                | [ 24 ]              |
| American Chopper 2: Full Throttle                                            | GameCube             | 8 de novembro de 2005   | Creat Studios / Driver-Inter     | [carece de fontes?] |
| American Chopper 2: Full Throttle                                            | PlayStation 2        | 8 de novembro de 2005   | Creat Studios / Driver-Inter     | [carece de fontes?] |
| American Chopper 2: Full Throttle                                            | Xbox                 | 8 de novembro de 2005   | Creat Studios / Driver-Inter     | [carece de fontes?] |
| Cabela's Dangerous Hunts 2                                                   | GameCube             | Novembro de 2005        | Sand Grain Studios               | [carece de fontes?] |
| Cabela's Dangerous Hunts 2                                                   | Microsoft Windows    | Novembro de 2005        | Sand Grain Studios               | [carece de fontes?] |
| Cabela's Dangerous Hunts 2                                                   | PlayStation 2        | Novembro de 2005        | Sand Grain Studios               | [carece de fontes?] |
| Cabela's Dangerous Hunts 2                                                   | Xbox                 | Novembro de 2005        | Fun Labs                         | [carece de fontes?] |
| The Hustle: Detroit Streets                                                  | PlayStation 2        | 27 de abril de 2006     | Blade Interactive                | [carece de fontes?] |
| The Hustle: Detroit Streets                                                  | Xbox                 | 27 de abril de 2006     | Blade Interactive                | [carece de fontes?] |
| Cabela's Dangerous Hunts: Ultimate Challenge                                 | PlayStation Portable | Abril de 2006           | Fun Labs                         | [carece de fontes?] |
| Hidden Expedition: Titanic                                                   | Microsoft Windows    | 1 de agosto de 2006     | Big Fish Games                   | [carece de fontes?] |
| Cabela's Alaskan Adventures                                                  | PlayStation 2        | 9 de setembro de 2006   | Sand Grain Studios               | [carece de fontes?] |
| Cabela's Alaskan Adventures                                                  | Xbox 360             | 9 de setembro de 2006   | Fun Labs                         | [carece de fontes?] |
| World Series of Poker: Tournament of Champions                               | PlayStation 2        | 21 de setembro de 2006  | Left Field Productions           | [carece de fontes?] |
| World Series of Poker: Tournament of Champions                               | PlayStation Portable | 21 de setembro de 2006  | Left Field Productions           | [carece de fontes?] |
| World Series of Poker: Tournament of Champions                               | Xbox 360             | 21 de setembro de 2006  | Left Field Productions           | [carece de fontes?] |
| Go, Diego, Go!: Wolf Pup Rescue                                              | Microsoft Windows    | Setembro de 2006        | Sarbakan                         | [carece de fontes?] |
| The Backyardigans: Mission to Mars                                           | Microsoft Windows    | Setembro de 2006        | 360KID                           | [carece de fontes?] |
| Cabela's Alaskan Adventures                                                  | Microsoft Windows    | 2 de outubro de 2006    | Magic Wand Productions           | [carece de fontes?] |
| World Series of Poker: Tournament of Champions                               | Microsoft Windows    | 2 de outubro de 2006    | Left Field Productions           | [carece de fontes?] |
| Cabela's African Safari                                                      | PlayStation 2        | 17 de outubro de 2006   | Sand Grain Studios               | [carece de fontes?] |
| Cabela's African Safari                                                      | PlayStation Portable | 17 de outubro de 2006   | Sand Grain Studios               | [carece de fontes?] |
| Cabela's African Safari                                                      | Xbox 360             | 17 de outubro de 2006   | Fun Labs                         | [carece de fontes?] |
| Cabela's African Safari                                                      | Microsoft Windows    | Outubro de 2006         | Magic Wand Productions           | [carece de fontes?] |
| The History Channel: Civil War - A Nation Divided                            | PlayStation 2        | 7 de novembro de 2006   | Cauldron / Hwy1 Productions      | [ 25 ]              |
| The History Channel: Civil War - A Nation Divided                            | Microsoft Windows    | 10 de novembro de 2006  | Cauldron                         | [ 25 ]              |
| The History Channel: Civil War - A Nation Divided                            | Xbox 360             | 11 de novembro de 2006  | Cauldron                         | [ 25 ]              |
| World Series of Poker: Tournament of Champions                               | Wii                  | 22 de novembro de 2006  | Left Field Productions           | [carece de fontes?] |
| Virtual Villagers: The Lost Children                                         | Microsoft Windows    | 24 de julho de 2007     | LDW Software                     | [carece de fontes?] |
| Cabela's Trophy Bucks                                                        | Microsoft Windows    | 25 de setembro de 2007  | Fun Labs                         | [carece de fontes?] |
| Cabela's Trophy Bucks                                                        | PlayStation 2        | 25 de setembro de 2007  | Sand Grain Studios               | [carece de fontes?] |
| Cabela's Trophy Bucks                                                        | Xbox 360             | 25 de setembro de 2007  | Fun Labs                         | [carece de fontes?] |
| Hot Wheels: Beat That!                                                       | PlayStation 2        | 25 de setembro de 2007  | Eutechnyx                        | [carece de fontes?] |
| Hot Wheels: Beat That!                                                       | Wii                  | 25 de setembro de 2007  | Eutechnyx                        | [carece de fontes?] |
| World Series of Poker 2008: Battle for the Bracelets                         | PlayStation 2        | 25 de setembro de 2007  | Left Field Productions           | [carece de fontes?] |
| World Series of Poker 2008: Battle for the Bracelets                         | PlayStation 3        | 25 de setembro de 2007  | Left Field Productions           | [carece de fontes?] |
| World Series of Poker 2008: Battle for the Bracelets                         | Xbox 360             | 25 de setembro de 2007  | Left Field Productions           | [carece de fontes?] |
| World Series of Poker 2008: Battle for the Bracelets                         | Microsoft Windows    | 30 de outubro de 2007   | Left Field Productions           | [carece de fontes?] |
| World Series of Poker 2008: Battle for the Bracelets                         | PlayStation Portable | 6 de novembro de 2007   | Left Field Productions           | [carece de fontes?] |
| Cabela's Big Game Hunter                                                     | Xbox 360             | 8 de novembro de 2007   | Fun Labs                         | [carece de fontes?] |
| Monster Jam                                                                  | Microsoft Windows    | 13 de novembro de 2007  | Torus Games                      | [carece de fontes?] |
| Monster Jam                                                                  | PlayStation 2        | 13 de novembro de 2007  | Torus Games                      | [carece de fontes?] |
| Monster Jam                                                                  | Xbox 360             | 13 de novembro de 2007  | Torus Games                      | [carece de fontes?] |
| Monster Jam                                                                  | Wii                  | 19 de novembro de 2007  | Torus Games                      | [carece de fontes?] |
| The History Channel: Battle for the Pacific                                  | Microsoft Windows    | 4 de dezembro de 2007   | Ladyluck Digital Media           | [carece de fontes?] |
| The History Channel: Battle for the Pacific                                  | PlayStation 2        | 4 de dezembro de 2007   | Sand Grain Studios               | [carece de fontes?] |
| The History Channel: Battle for the Pacific                                  | Wii                  | 4 de dezembro de 2007   | Magic Wand Productions           | [carece de fontes?] |
| The History Channel: Battle for the Pacific                                  | Xbox 360             | 4 de dezembro de 2007   | Cauldron                         | [carece de fontes?] |
| Cabela's Monster Bass                                                        | PlayStation 2        | 2007                    | Sand Grain Studios               | [carece de fontes?] |
| The History Channel: Battle for the Pacific                                  | PlayStation 3        | 19 de fevereiro de 2008 | Cauldron                         | [carece de fontes?] |
| Cabela's Trophy Bucks                                                        | Wii                  | 3 de junho de 2008      | Sand Grain Studios               | [carece de fontes?] |
| Little League World Series Baseball 2008                                     | Nintendo DS          | 5 de agosto de 2008     | Black Lantern Studios            | [ 26 ]              |
| Little League World Series Baseball 2008                                     | Wii                  | 5 de agosto de 2008     | Now Production                   | [ 26 ]              |
| Civil War: Secret Missions                                                   | PlayStation 2        | 4 de novembro de 2008   | Cauldron                         | [carece de fontes?] |
| Civil War: Secret Missions                                                   | PlayStation 3        | 4 de novembro de 2008   | Cauldron                         | [carece de fontes?] |
| Civil War: Secret Missions                                                   | Xbox 360             | 4 de novembro de 2008   | Cauldron                         | [carece de fontes?] |
| Secret Service                                                               | Microsoft Windows    | 4 de novembro de 2008   | Cauldron                         | [ 27 ]              |
| Secret Service                                                               | PlayStation 2        | 4 de novembro de 2008   | Cauldron                         | [ 27 ]              |
| Secret Service                                                               | Xbox 360             | 4 de novembro de 2008   | Cauldron                         | [ 27 ]              |
| Civil War: Secret Missions                                                   | Microsoft Windows    | 11 de novembro de 2008  | Cauldron                         | [carece de fontes?] |
| Forgotten Riddles: The Mayan Princess                                        | Microsoft Windows    | 2008                    | Blue Tea Games                   | [carece de fontes?] |
| Mystery in London                                                            | Microsoft Windows    | 2008                    | Big Fish Games                   | [carece de fontes?] |
| Big League Sports: Summer Sports                                             | Wii                  | 16 de junho de 2009     | Koolhaus Games                   | [carece de fontes?] |
| Jewel Quest Mysteries                                                        | Nintendo DS          | Novembro de 2009        | GameBrains                       | [carece de fontes?] |
| 10 Minute Solution                                                           | Wii                  | 29 de junho de 2010     | Seamless Entertainment           | [carece de fontes?] |
| iCarly 2: iJoin the Click!                                                   | Nintendo DS          | 16 de novembro de 2010  | Big Blue Bubble                  | [carece de fontes?] |
| iCarly 2: iJoin the Click!                                                   | Wii                  | 19 de novembro de 2010  | Big Blue Bubble                  | [carece de fontes?] |
| Cabela's Big Game Hunter 2012                                                | PlayStation 3        | 27 de setembro de 2011  | Cauldron                         | [ 28 ]              |
| Cabela's Big Game Hunter 2012                                                | Wii                  | 27 de setembro de 2011  | Cauldron                         | [ 28 ]              |
| Cabela's Big Game Hunter 2012                                                | Xbox 360             | 27 de setembro de 2011  | Cauldron                         | [ 28 ]              |
| Wipeout 2                                                                    | Kinect               | 11 de outubro de 2011   | Behaviour Interactive Chile      | [ 29 ]              |
| Wipeout 2                                                                    | Nintendo 3DS         | 11 de outubro de 2011   | Behaviour Interactive Chile      | [ 29 ]              |
| Wipeout 2                                                                    | PlayStation 3        | 11 de outubro de 2011   | Behaviour Interactive Chile      | [ 29 ]              |
| Wipeout 2                                                                    | Wii                  | 11 de outubro de 2011   | Behaviour Interactive Chile      | [ 29 ]              |
| Cabela's Adventure Camp                                                      | Kinect               | 1 de novembro de 2011   | Cauldron                         | [carece de fontes?] |
| Cabela's Adventure Camp                                                      | Microsoft Windows    | 1 de novembro de 2011   | Cauldron                         | [carece de fontes?] |
| Cabela's Adventure Camp                                                      | Wii                  | 1 de novembro de 2011   | Cauldron                         | [carece de fontes?] |
| Cabela's Survival: Shadows of Katmai                                         | PlayStation 3        | 1 de novembro de 2011   | Fun Labs                         | [ 28 ]              |
| Cabela's Survival: Shadows of Katmai                                         | Wii                  | 1 de novembro de 2011   | Fun Labs                         | [ 28 ]              |
| Cabela's Survival: Shadows of Katmai                                         | Xbox 360             | 1 de novembro de 2011   | Fun Labs                         | [ 28 ]              |
| Generator Rex: Agent of Providence                                           | PlayStation 3        | 1 de novembro de 2011   | Virtuos                          | [ 30 ]              |
| Generator Rex: Agent of Providence                                           | Wii                  | 1 de novembro de 2011   | Virtuos                          | [ 30 ]              |
| Generator Rex: Agent of Providence                                           | Xbox 360             | 1 de novembro de 2011   | Virtuos                          | [ 30 ]              |
| DreamWorks Super Star Kartz                                                  | Nintendo 3DS         | 15 de novembro de 2011  | High Impact Games                | [ 31 ]              |
| DreamWorks Super Star Kartz                                                  | PlayStation 3        | 15 de novembro de 2011  | High Impact Games                | [ 31 ]              |
| DreamWorks Super Star Kartz                                                  | Wii                  | 15 de novembro de 2011  | High Impact Games                | [ 31 ]              |
| DreamWorks Super Star Kartz                                                  | Xbox 360             | 15 de novembro de 2011  | High Impact Games                | [ 31 ]              |
| Rapala for Kinect                                                            | Kinect               | 15 de novembro de 2011  | Now Production                   | [carece de fontes?] |